# Oberfeldapotheker (Bundeswehr)
Oberfeldapotheker (dobesedno nemško Nadpoljski apotekar; okrajšava: OFAp; kratica: OFAP) je specialistični častniški čin za sanitetne častnike farmacevtske izobrazbe v Heeru in Luftwaffe Bundeswehra. Sanitetni častniki medicine oz. dentalne medicine nosijo čin Oberfeldarzta (Heer/Luftwaffe) oz. Flottillenarzta (Bundesmarine) in veterinarji nosijo čin Oberfeldveterinärja (Heer); čin je enakovreden činu podpolkovnika (Heer in Luftwaffe) in činu kapitana fregate (Marine).
Nadrejen je činu Oberstabsapothekerja in podrejen činu Oberstapothekerja. V sklopu Natovega STANAG 2116 spada v razred OF-4, medtem ko v zveznem plačilnem sistemu sodi v razred A15.

## Oznaka čina
Oznaka čina je enaka oznaki čina ja oz. , pri čemer ima na vrh oznake dodano še oznako specializacije: kača nad izparilnico.
Oznaka čina sanitetnega častnika Luftwaffe ima na dnu oznake še stiliziran par kril.